# Micrasterina
De Micrasterina zijn een onderorde van de Spatangoida, een orde van zee-egels (Echinoidea) uit de infraklasse Irregularia.

## Families
- Aeropsidae Lambert, 1896
- Micrasteridae Lambert, 1920
- Ovulasteridae Lambert, 1896 †
- Plesiasteridae Lambert, 1920 †